# Edison Reginald Townsend
 (mai 2025).
Si vous disposez d'ouvrages ou d'articles de référence ou si vous connaissez des sites web de qualité traitant du thème abordé ici, merci de compléter l'article en donnant les références utiles à sa vérifiabilité et en les liant à la section « Notes et références ».
Edison Reginald Townsend (23 juillet 1917 - 22 avril 1980) était un journaliste et homme d'État libérien connu pour la création des services d'information du Libéria. Il a été secrétaire à l'information et aux affaires culturelles sous le président William Tubman et ministre d'État aux affaires présidentielles sous le président William Tolbert. En 1979, il est élu président national du True Whig Party. À la suite du coup d'État libérien (en) du président Tolbert du 12 avril 1980, lui et plusieurs autres membres de l'administration Tolbert ont été jugés et exécutés par peloton d'exécution le 22 avril 1980, sans procédure régulière.

## Jeunesse et éducation
Edison Reginald « Reggie » Townsend est né à Schieffelin, dans le territoire Marshall, au Libéria ; il est le cinquième des sept enfants d'Edward et d'Annie Townsend, née Walker. Ses grands-parents ont immigré au Libéria en provenance des États-Unis et de la Barbade dans les années 1800. La première éducation de Townsend a commencé à la Lott Carey Mission à Brewerville, au Libéria, puis au Liberia College High School. Il a eu l'opportunité de voyager aux États-Unis pour poursuivre ses études, d'abord à l'Université américaine de Washington, DC de 1950 à 1952, puis au Michigan State College à East Lansing, Michigan, où il a obtenu une maîtrise en journalisme. Après avoir terminé ses études et être retourné au Libéria, Townsend a commencé à travailler comme journaliste et, en 1954, il a été choisi pour être attaché de presse du président William Tubman. 

## Fonctionnaire et homme d'État
En tant que secrétaire de presse, Townsend préparait les discours du président, supervisait et éditait les documents présidentiels destinés à être publiés et accompagnait le président lors de ses visites d'État. Il a réalisé la nécessité d’un média public et a suggéré au président Tubman la nécessité de développer et d’améliorer les services d’information dans le pays. Le président Tubman a soutenu cette initiative et l’a ensuite nommé chef du Bureau d’information du Département d’État (1955-1958). Au cours de ses services au Bureau d’information, Townsend a mis en place un moyen efficace pour tenir le peuple libérien informé de son gouvernement et de ses affaires, ainsi que des nouvelles nationales et internationales, au pays et à l’étranger. Il est ensuite devenu directeur du Service d'information libérien (LIS) (1958-1964), suite à une loi le créant par la législature libérienne. Sous la direction de Townsend, les services d'information du Libéria se sont considérablement développés en fournissant des médias imprimés et des émissions de radio et de télévision en direct, ce qui a stimulé le tourisme et l'appréciation de la culture libérienne. En 1960, la Liberian Broadcasting Corporation (ELBC) a été créée, suivie par la création de services de télévision (ELTV) en 1964. En 1965, le président Tubman le nomma secrétaire du ministère de l'Information et des Affaires culturelles, et éleva plus tard ce poste au niveau du cabinet.
En 1963, avec le député aux affaires culturelles, Bai T. Moore (en), Townsend a dirigé la fondation du Centre culturel national avec le ferme soutien du président Tubman. Moore et Townsend ont travaillé sans relâche avec les nombreux agents de liaison tribaux à travers le pays pour développer le Centre culturel national du Libéria à Kendejah, dans le territoire Marshall. Le président Tubman a ouvert le Centre en 1964, qui a été décrit comme un « panorama de la vie tribale, des coutumes et des traditions avec trente et une huttes tribales et cuisines palava, conçues et construites par des maîtres d'œuvre des 16 principales tribus du Libéria ». L'objectif du Centre était de projeter l'image culturelle du pays, d'encourager et d'améliorer les arts et l'artisanat indigènes, de fournir une base à la troupe culturelle nationale et de préserver les formes d'art traditionnelles du pays. Après le coup d'État de 1980, les opérations et activités du Centre n'ont pas été maintenues et, à la suite des guerres civiles du début des années 1990, les installations ont subi des dommages et sont tombées en ruine. Beaucoup de ses occupants ont été déplacés et ont pris la fuite. Les installations ont ensuite été supprimées et le terrain a été converti à un usage commercial et est aujourd'hui occupé par le Robert L. Johnson Kendeja Resort and Villas

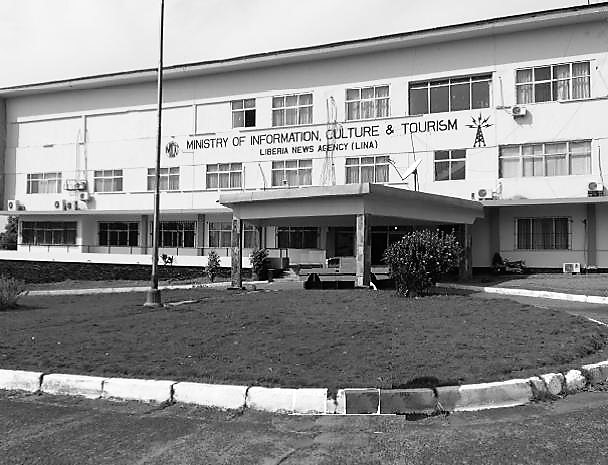
Ministère de l'Information, des Affaires culturelles et du Tourisme

Lorsque William R. Tolbert fut élu président du Libéria, il nomma Townsend ministre d’État aux Affaires présidentielles (1972-1979). Dans ce rôle, Townsend a dirigé et supervisé le bureau du président, a aidé à l'administration et aux affaires du cabinet, a veillé à ce que les objectifs et le programme établis par le président et le cabinet progressent et soient atteints, a supervisé l'élaboration des discours présidentiels et a agi au nom du président en son absence. Townsend, avec le ministre des Affaires étrangères de l'époque, Cecil Dennis, a aidé à diriger la planification, la coordination et le soutien du gouvernement libérien pour l'organisation du 32e Sommet de l'Organisation de l'unité africaine en 1979.  
En avril 1979, Townsend a été élu 16e président national du True Whig Party du Liberia, le parti au pouvoir à l'époque. Sa sélection intervient à un moment où le parti s’efforçait de passer d’un parti historiquement dominé par les Américano-Libériens à un parti qui avait besoin d’élargir sa base de membres pour inclure tous les membres de la société libérienne, y compris les tribus indigènes. Connu pour son incroyable capacité à combler les différences entre les différents partis, Townsend a obtenu une approbation écrasante pour conduire le parti dans cette prochaine phase. Le président Tolbert a salué sa sélection car il avait lui aussi un partenaire pour l'aider dans son mouvement « des nattes aux matelas »[pas clair] et son mouvement phare « Rally Time » [pas clair]visant à améliorer le niveau de vie de tous les Libériens.  

## Autres implications
Townsend était un membre actif de l'Église presbytérienne du Libéria et a été ordonné modérateur du presbytère du Libéria en novembre 1977. Il fut le premier laïc à être élevé au rang de modérateur depuis la fondation de l’Église au Libéria en 1833. Townsend était également franc-maçon et membre actif de la Grande Loge de l' Ordre maçonnique du Libéria (en). Fin 1979, il fut choisi comme Trente-Deuxième Grand Maître de la Grande Loge des Maçons 33

## Coup d'État et mort
Le 12 avril 1980, le président Tolbert a été renversé et exécuté par des militants dirigés par le sergent-chef Samuel Doe et quelques hommes enrôlés de l'armée libérienne. Townsend et presque tous les ministres du cabinet de Tolbert ainsi que certains membres du True Whig Party furent accusés de « haute trahison, corruption généralisée, abus de pouvoir public et violation flagrante des droits civils et humains du peuple libérien »   Sans procédure légale régulière, ils furent reconnus coupables et sommairement condamnés à mort et exécutés par un peloton d'exécution à Barclay Beach à Monrovia le 22 avril 1980, dix jours après le renversement de Tolbert. Français Outre Townsend[pas clair], les fonctionnaires suivants ont été exécutés : Frank E. Tolbert, frère du président William Tolbert et président pro-temp du Sénat libérien ; Cecil Dennis, ministre des Affaires étrangères ; Cyril Bright, ancien ministre de la Planification et des Affaires économiques ; le juge en chef James AA Pierre (en) ; Richard Abrom Henries, président de la Chambre des représentants ; Frank J. Stewart, Sr, directeur du budget ; John W. Sherman, ministre adjoint du Commerce et des Échanges ; P. Clarence Parker II, président du Conseil national d'investissement et trésorier du True Whig Party ; James T. Phillips, ancien ministre des Finances et ancien ministre de l'Agriculture ; David Franklin Neal, ancien ministre de la Planification et des Affaires économiques ; Joseph J. Chesson, Sr, ministre de la Justice ; et Charles TO King, vice-ministre de l'Agriculture. 

## Personnel
E. Reginald Townsend a été marié deux fois ; d'abord avec Sophronia Richards, puis avec Evelyn Diggs. Au moment de sa mort prématurée en 1980, il laissait dans le deuil sa veuve, sept enfants et de nombreux membres de sa famille élargie.  

## Œuvres choisies
- Discours du président Tubman du Libéria (LIS, 1959) [6]
- Proverbes du Libéria : Vai, Gola, Grebo (LIS, 1963) [7]
- Libéria : porte ouverte aux voyages et aux investissements (MICAT, 1967) [8]
- Les documents officiels de William V.S. Tubman, président du Libéria (MICAT, 1969) [9]